# Joy Of A Toy (álbum)
Joy of a Toy es el álbum debut en solitario de Kevin Ayers.

## Lista de canciones
Compuestas por Kevin Ayers
1. "Joy of a Toy Continued" – 2:54
2. "Town Feeling" – 4:54
3. "The Clarietta Rag" – 3:20
4. "Girl on a Swing" – 2:49
5. "Song for Insane Times" – 4:00
6. "Stop This Train (Again Doing It)" – 6:05
7. "Eleanor's Cake (Which Ate Her)" – 2:53
8. "The Lady Rachel" – 5:17
9. "Oleh Oleh Bandu Bandong" – 5:35
10. "All This Crazy Gift of Time" – 3:57

### Pistas adicionales (2003)
1. "Religious Experience" [take 9] – 4:46 ("Singing a Song in the Morning")
2. "The Lady Rachel" – 6:42 (extended first mix)
3. "Soon Soon Soon" – 3:23
4. "Religious Experience" [take 103] – 2:50 ("Singing a Song in the Morning")
  - Featuring Syd Barrett
5. "The Lady Rachael" – 4:51 (Single Version)
6. "Singing a Song in the Morning" – 2:52 (Single Version)

## Personal
- Kevin Ayers / Guitarra, Bajo y voz
- Robert Wyatt / Batería
- David Bedford / Piano, Mellotron, Arranger
- Mike Ratledge / Órgano
- Hugh Hopper / Bajo (1 & 5)
- Paul Buckmaster / Chelo
- Rob Tait / Drums (6 & 9)
- Paul Minns / Oboe

plus on "Religious Experience" / "Singing a Song in the Morning":
- Syd Barrett / Guitar (14)
- Richard Sinclair / Bass
- Richard Coughlan / Drums
- David Sinclair / Organ
- The Ladybirds / Backing vocals

Shortly after Barrett's death, Ayers told Mojo magazine that when Barrett arrived at the studio: "....he was out-of-it....wasn't able to tune his guitar or find the chords". A third guitar is present on this track [take 103], most noticeably at 0:54-1:03, 1:37-1:42 and 2:34-2:51.